# Halové mistrovství ČSFR v atletice 1992
Halové mistrovství Československa v atletice 1992 se konalo v Praze ve dnech 15. a 16. února 1992.

## Medailisté

### Muži
| Soutěž                       | Zlato                     | Stříbro                | Bronz                  |
| 50 m                         | Jiří Valík 5.78           | Walter Pilch 5.92      | Jiří Ondráček 5.92     |
| 200 m                        | Jiří Valík 21.49          | Luboš Jošťák 21.58     | Walter Pilch 21.76     |
| 400 m                        | Jiří Janoušek 47.19       | Pavel Soukup 47.52     | Milan Souček 48.57     |
| 800 m                        | Václav Hřích 1:52.53      | Kamil Hůrka 1:52.97    | Peter Sivák 1:54.68    |
| 1500 m                       | Radim Kunčický 3:49.43    | Jiří Šoptenko 3:50.48  | Petr Prokop 3:53.75    |
| 3000 m                       | Luboš Šubrt 8:03.8        | Jiří Klesnil 8:05.7    | Martin Vanko 8:05.7    |
| 50 m př.                     | Igor Kováč 6.41           | Jiří Hudec 6.47        | Robert Změlík 6.60     |
| Chůze na 5000 m              | Miroslav Boško 18:45.5    | Karol Repaský 18:45.5  | Igor Kollár 18:50.1    |
| Skok do výšky                | Josef Bělohlávek 218      | Milan Pavlík 218       | Leo Zdráhal 218        |
| Skok o tyči                  | Zdeněk Lubenský 565       | František Jansa 540    | Pavel Sluka 500        |
| Skok daleký                  | Milan Gombala 818         | Robert Změlík 809      | Ivo Krsek 796          |
| Trojskok                     | Milan Mikuláš 16.53       | Pavel Wiedermann 15.68 | Zdeněk Šafra 15.60     |
| Vrh koulí                    | Karel Šula 18.27          | Miroslav Menc 17.90    | Remigius Machura 17.05 |
| Sedmiboj Praha 7. – 8.2.1992 | Viktor Zbožínek 5026 bodů | Robert Jaššo 4717 bodů | Kamil Kupčík 4649 bodů |

### Ženy
| Soutěž                      | Zlato                      | Stříbro                               | Bronz                     |
| 50 m                        | Monika Špičková 6.38       | Zdena Mušinská 6.47                   | Šárka Pundyová 6.57       |
| 200 m                       | Monika Špičková 23.83      | Andrea Zsideková 24.53                | Šárka Pundyová 24.84      |
| 400 m                       | Milena Strnadová 54.56     | Helena Dziurová 54.60                 | Iveta Pořízková 56.56     |
| 800 m                       | Gabriela Sedláková 2:08.75 | Andrea Šuldesová 2:08.78              | Romana Sanigová 2:09.12   |
| 1500 m                      | Andrea Sollárová 4:32.91   | Věra Kunčická 4:34.45                 | Anna Báčová 4:43.76       |
| 3000 m                      | Andrea Sollárová 9:30.21   | Věra Kunčická 9:38.79                 | Věra Horká 9:52.95        |
| 50 m př.                    | Andrea Boklažuková 7.30    | Marcela Podracká 7.78                 | Helena Vinařová 7.48      |
| Chůze na 3000 m             | Kamila Holpuchová 12:57.4  | Ivana Brozmanová 13:06.7              | Renata Sládečková 13:44.2 |
| Skok do výšky               | Jana Brenkusová 186        | Marcela Podracká a Šárka Nováková 186 | xxx                       |
| Skok daleký                 | Jitka Kubová 628           | Helena Vinařová 615                   | Jana Zapadlová 603        |
| Trojskok                    | Šárka Kašpárková 13.51     | Renata Černá 12.71                    | Alice Matějková 12.42     |
| Vrh koulí                   | Soňa Vašíčková 16.81       | Renata Bruková 16.29                  | Dagmar Pešáková 15.44     |
| Pětiboj Praha 7. – 8.2.1992 | Marcela Podracká 4276 bodů | Šárka Kašpárková 3861 bodů            | Helena Vinařová 3804 bodů |